# Acherítou
Acherítou är en ort i Cypern.   Den ligger i distriktet Eparchía Ammochóstou, i den östra delen av landet, 50 km öster om huvudstaden Nicosia. Acherítou ligger 23 meter över havet och antalet invånare är 1 721. Den ligger på ön Cypern.
Terrängen runt Acherítou är platt, och sluttar norrut.Trakten runt Acherítou är ganska tätbefolkad, med 155 invånare per kvadratkilometer. Närmaste större samhälle är Famagusta, 7,4 km öster om Acherítou. Trakten runt Acherítou består till största delen av jordbruksmark.
Medelhavsklimat råder i trakten. Årsmedeltemperaturen i trakten är 22 °C. Den varmaste månaden är juli, då medeltemperaturen är 34 °C, och den kallaste är januari, med 10 °C. Genomsnittlig årsnederbörd är 450 millimeter. Den regnigaste månaden är december, med i genomsnitt 99 mm nederbörd, och den torraste är augusti, med 1 mm nederbörd.